# جان هنری لوئیس
جان هنری لوئیس (به انگلیسی: John Henry Lewis) (1 مه ۱۹۱۴–۱۸ آوریل ۱۹۷۴) یک بوکسور مشهور آمریکایی بود که عنوان قهرمانی بوکس سبک‌وزن جهان را از سال ۱۹۳۵ تا ۱۹۳۸ در دست داشت. مجله بوکس رینگ، لوئیس را به عنوان شانزدهمین بوکسور نیمه سنگین‌وزن تمام ادوار معرفی کرد. مربی او لری آمادی و مدیران وی شامل ارنی لیرا، لری وایت، فرانک شولر و گاس گرینلی بودند.